# Nemotelus madagascarensis
Nemotelus madagascarensis är en tvåvingeart som beskrevs av James 1975. Nemotelus madagascarensis ingår i släktet Nemotelus och familjen vapenflugor.
Artens utbredningsområde är Madagaskar. Inga underarter finns listade i Catalogue of Life.